# Sana Na N'Hada
Sana Na N'Hada (Enxalé, 26 de maig de 1950) és un guionista i director de cinema de Guinea Bissau.

## Biografia
Va néixer a Enxalé, aleshores Guinea Portuguesa (actual Guinea Bissau), i va estudiar cinema a l'Instituto Cubano de Arte e Indústria Cinematográfica a El Vedado, barri de la capital cubana l'Havana, on fou alumne del director Santiago Álvarez Román. També va freqüentar l'Institut des Hautes Études Cinématographiques a París, França. De 1979 a 2006 va treballar com a director a l'Instituto Nacional de Cinema e Audiovisual da Guiné-Bissau (INCA).

## Pel·lícules
| Any  | Pel·lícula                   | Notes       |
| ---- | ---------------------------- | ----------- |
| 1976 | O Regresso de Amílcar Cabral |             |
| 1976 | Anos no Oça Luta             |             |
| 1979 | Os Dias de Ancono            |             |
| 1983 | Sans soleil                  | No creditat |
| 1984 | Fanado                       |             |
| 1988 | Mortu Nega                   |             |
| 1994 | Xime                         |             |
| 1997 | La révolte à l'écran         |             |
| 2005 | Bissau d'Isabel              |             |
| 2013 | Kadjike                      |             |
| 2014 | Os Escultores de Espíritos   |             |

## Premis i nominacions
| Any  | Premi                                            | Categoria                                                 | Obra            | Resultat  | Referències |
| ---- | ------------------------------------------------ | --------------------------------------------------------- | --------------- | --------- | ----------- |
| 1994 | Festival de Cannes                               | Un Certain Regard                                         | Xime            | Nominat   | [ 5 ]       |
| 1994 | Festival Internacional de Cinema d'Amiens        | Premi Especial del Jurat                                  | Xime            | Guanyador | [ 6 ]       |
| 1995 | Festival Internacional del Primer Film d'Annonay | Premi Especial del Jurat                                  | Xime            | Guanyador | [ 7 ]       |
| 1995 | Vues d'Afrique — Jornades del Cinema Africà      | Premi de Comunicació Intercultural - Millor llargmetratge | Xime            | Guanyador | [ 8 ]       |
| 2005 | Festival Imagens                                 | Premi RTP África de millor documental                     | Bissau d'Isabel | Guanyador | [ 9 ]       |
| 2016 | RDP África                                       | Prémio Prestígio                                          | Sana Na N'Hada  | Guanyador | [ 10 ]      |